# 微軟工程團隊
微軟工程團隊爲微軟内部公司產品團隊。在2015年6月，微軟宣布一項重大重組和調整，根據其產品分爲三個團隊。

## Windows與裝置

### Windows
該團隊開發Windows操作系统。此外，該團隊還開發MSN，門戶網站和Windows商店——應用商店。

### 裝置
這團隊包含子團隊，如下。
- Xbox: 該團隊製造Xbox電子遊戲機。該遊戲控制器是由微軟工作室 子公司開發，本場比賽對於這個控制台是由微軟工作室的子公司開發的，除了第三方Xbox電子遊戲發行商，如藝電和動視，發布遊戲系統需支付許可費。

- Microsoft Surface: 該團隊製Surface和Surface Pro——2合1平板/電腦，以及Surface Hub——交互式白板。

- 微軟移動: 前身爲諾基亞移動部門，該團隊製造Lumia智能手機和手機平板，以及諾基亞品牌功能手機。

- Microsoft Band: 這團隊製造Microsoft Band——智能手環，并帶有基於Microsoft HealthVault的微軟健康服務。

- Microsoft HoloLens: 這團隊製造Micrsoft Hololens——智能眼鏡。

- 微軟配件: 這團隊製造并銷售電腦及手機配件、如鼠標、鍵盤、遊戲控制器、攝像頭、耳機和顯示適配器，大多數情況下產品爲外包生產。

## 雲與企業
這團隊包含子團隊，如下。

### 開發者工具
該團隊開發Microsoft Visual Studio——一套編程工具和編譯器。軟件產品是圖形用戶界面為導向，方便地與Windows API鏈接，但是如果是使用非微軟的庫，則必須特別配置。 Visual Studio開發支持原生Windows平台和.NET Framework。

### Microsoft Azure
Microsoft Azure爲公司雲計算平台，託管虛擬機器，網站及更多的。該提供平臺服務（IaaS）和基礎設施服務（PaaS），支持多種不同的編程語言，工具和框架，包括微軟專有和第三方軟件及系統。

### Microsoft Server和System Center
該小組開發的System Center可以幫助 IT Manager跨越傳統數據中心、私有雲和公共雲、客戶端計算機和設備環境工作，以及Windows Server，驅動世界上大多數大型數據中心，讓小企業環繞世界各地，並提供值之間的所有規模的企業。

### Dynamics
該團隊製作Microsoft Dynamics產品——企業資源規劃（ERP）和客戶關係管理（CRM）應用軟件。

## 應用程式與服務
這團隊包含子團隊，如下。

### 應用，媒體與出版
應用，媒體與出版團隊負責建設網上消費者應用程式。

### Bing
該團隊開發微軟網絡搜索引擎Bing。該團隊同樣開發Cortana——智慧型個人助理。

### Bing Ads
該團隊開發 Bing Ads——綫上廣告平臺。

### Microsoft Office
該團隊開發Microsoft Office——在線辦公軟件。該軟件產品包括Word (字處理器)、Excel (電子試算表程式)、PowerPoint (演示軟體)、Access (個人關係型數據庫應用程式)、Outlook (電子郵件程式，經常與Exchange Server使用)、OneNote (記筆記程式)和Publisher (桌面排版軟體)。還包括其他產品（未被捆綁在Office套件中），如Microsoft Project、Microsoft Visio、Microsoft SharePoint和Skype for Business。